# Remete lombgébics
A  remete lombgébics (Vireo solitarius) a madarak osztályának verébalakúak (Passeriformes) rendjébe és a lombgébicsfélék (Vireonidae) családja tartozó faj.

## Rendszerezése
A fajt Alexander Wilson skót-amerikai ornitológus írta le 1810-ben, a Muscicapa nembe Muscicapa solitaria néven.

## Alfajai
- Vireo solitarius alticola Brewster, 1886
- Vireo solitarius solitarius (A. Wilson, 1810)[2]

## Előfordulása
Kanada, az Amerikai Egyesült Államok, Mexikó, a Bahama-szigetek, Kuba, a Kajmán-szigetek, Jamaica, Saint-Pierre és Miquelon, Turks- és Caicos-szigetek, Belize, Costa Rica, Guatemala, Honduras, Nicaragua, Panama és Salvador területén honos. Vonuló faj.
A természetes élőhelye tűlevelű erdők, lombhullató erdők, mérsékelt övi erdők, szubtrópusi és trópusi síkvidéki- és hegyi esőerdők.

## Megjelenése
Testhossza 13-15 centiméter, testtömege 14-19 gramm.

## Életmódja
Főleg ízeltlábúakkal  táplálkozik, de fogyaszt növényi anyagokat is.

## Természetvédelmi helyzete
Nagy az elterjedési területe, egyedszáma növekvő. A Természetvédelmi Világszövetség Vörös listáján nem fenyegetett kategóriában szerepel a faj.

## Külső hivatkozások
- Képek az interneten a fajról
- Xeno-canto.org - a faj hangja